# Маулета (Новара)
Маулета је насеље у Италији у округу Новара, региону Пијемонт.
Према процени из 2011. у насељу је живело 107 становника. Насеље се налази на надморској висини од 318 м.